# Campeonato Mundial de Piragüismo en Eslalon de 2013
El XXXV Campeonato Mundial de Piragüismo en Eslalon se celebró en Praga (República Checa) entre el 12 y el 15 de septiembre de 2013 bajo la organización de la Federación Internacional de Piragüismo (ICF) y la Federación Checa de Piragüismo.
Las competiciones se realizaron en el canal de piragüismo en eslalon acondicionado en el río Moldava, al norte de la capital checa (barrio de Trója).

## Medallistas

### Masculino
| Evento                 | Oro | Plata | Bronce |
| ---------------------- | --- | --- | --- |
| K1 individual (14.09)  | Vavřinec Hradilek · República Checa · 94,52 pts.                                                                          | Jiří Prskavec · República Checa · 95,90 pts.                                                                                | Mateusz Polaczyk · Polonia · 95,98 pts.                                                                    |
| C1 individual (14.09)  | David Florence Reino Unido 102,56                                                                                         | Alexander Slafkovský · Eslovaquia · 103,36                                                                                  | Benjamin Savšek Eslovenia 105,79                                                                           |
| C2 individual (15.09)  | David Florence Richard Hounslow Reino Unido 114,10                                                                        | Jaroslav Volf · Ondřej Štěpánek · República Checa · 114,14                                                                  | Ladislav Škantár · Peter Škantár · Eslovaquia · 115,63                                                     |
| K1 por equipos (14.09) | Daniele Molmenti · Andrea Romeo · Giovanni De Gennaro · Italia · 109,60                                                   | Grzegorz Polaczyk · Mateusz Polaczyk · Dariusz Popiela · Polonia · 111,10                                                   | Boris Neveu Étienne Daille Mathieu Biazizzo Francia 112,12                                                 |
| C1 por equipos (14.09) | Michal Martikán · Alexander Slafkovský · Matej Beňuš · Eslovaquia · 118,98                                                | Sideris Tasiadis · Jan Benzien · Franz Anton · Alemania · 119,77                                                            | Denis Gargaud-Chanut Jonathan Marc Nicolas Peschier Francia 122,84                                         |
| C2 por equipos (15.09) | República Checa · Ondřej Karlovský / Jakub Jáně · Jonáš Kašpar / Marek Šindler · Jaroslav Volf / Ondřej Štěpánek · 130,54 | Eslovaquia · Pavol Hochschorner / Peter Hochschorner · Ladislav Škantár / Peter Škantár · Tomáš Kučera / Ján Bátik · 136,89 | Reino Unido David Florence / Richard Hounslow Rhys Davies / Matthew Lister Adam Burgess / Greg Pitt 141,59 |

### Femenino
| Evento                 | Oro                                                                               | Plata                                                                          | Bronce                                                          |
| ---------------------- | --------------------------------------------------------------------------------- | ------------------------------------------------------------------------------ | --------------------------------------------------------------- |
| K1 individual (15.09)  | Émilie Fer Francia 115,74 pts.                                                    | Nouria Newman Francia 117,94 pts.                                              | Jasmin Schornberg · Alemania · 118,99 pts.                      |
| K1 por equipos (15.09) | Štěpánka Hilgertová · Kateřina Kudějová · Eva Ornstová · República Checa · 127,55 | Jasmin Schornberg · Claudia Bär · Cindy Pöschel · Alemania · 138,72            | Urša Kragelj Eva Terčelj Ajda Novak Eslovenia 138,94            |
| C1 individual (14.09)  | Jessica Fox Australia 126,09                                                      | Mallory Franklin Reino Unido 139,08                                            | Caroline Loir Francia 139,75                                    |
| C1 por equipos (14.09) | Jessica Fox Rosalyn Lawrence Alison Borrows Australia 164,85                      | Kateřina Hošková · Monika Jančová · Anna Koblencová · República Checa · 166,34 | Mira Louen · Lena Stöcklin · Karolin Wagner · Alemania · 174,75 |

## Medallero
| Núm. | País            | Oro | Plata | Bronce | Total |
| ---- | --------------- | --- | ----- | ------ | ----- |
| 1    | República Checa | 3   | 3     | 0      | 6     |
| 2    | Reino Unido     | 2   | 1     | 1      | 4     |
| 3    | Australia       | 2   | 0     | 0      | 2     |
| 4    | Francia         | 1   | 1     | 3      | 5     |
| 5    | Eslovaquia      | 1   | 2     | 1      | 4     |
| 6    | Italia          | 1   | 0     | 0      | 1     |
| 7    | Alemania        | 0   | 2     | 2      | 4     |
| 8    | Polonia         | 0   | 1     | 1      | 2     |
| 9    | Eslovenia       | 0   | 0     | 2      | 2     |
|      | TOTAL           | 10  | 10    | 10     | 30    |